# La strada per Roma
La strada per Roma è un romanzo di Paolo Volponi, pubblicato nel 1991 e vincitore nello stesso anno del Premio Strega.

## Trama
Guido Corsalini è un giovane di 23 anni quando, nel 1950, sta per laurearsi all'Università di Urbino. Egli sente in sé la spinta a partire, giudicando soffocanti l'atmosfera familiare e cittadina, come vogliono partire molti altri giovani da lui frequentati quotidianamente. Ma i problemi di ciascuno di loro sono diversi: Alberto, come i più poveri, parte per il Belgio per lavorare nelle miniere; Ettore, il migliore amico di Guido, studente di famiglia povera, ambisce all'insegnamento in campagna. Invece Guido è come tenuto da un sortilegio e si immerge in avventure che lo tengono avvinto alla sua città.
Dapprima si immerge in una relazione amorosa con Letizia Cancellieri, detta la Cancellieri, ventiduenne nobile e bellissima, dal passato disinvolto e vagheggiata da tutta la gioventù cittadina. Poi il rapporto si esaurisce e Guido, che pensa di avere avuto anche troppo, si immerge nella tesi di laurea, facendosi seguire da un avvocato. Infine, il padre muore d'improvviso e Guido si perde nella vendita dei vari beni e nella ristrutturazione della casa, posponendo sempre la sua partenza. Intanto i suoi amici hanno accumulato esperienze, ma nel vederlo così sfuggente, finiscono in interminabili discorsi politici ed economici. Dentro di sé Guido non ha le idee troppo chiare: ha chiesto un posto a Roma all'interno di una banca, però, anche se giudica Urbino un luogo di morte, rimane fino a dopo le elezioni politiche del 1953.
Dopo le lezioni, Guido non ha più scuse per rimanere, perché si profila un periodo fervido di impegno. Lascia perciò la casa, la compagna del padre (con cui ha un rapporto affettuoso) e l'amico Ettore. Raggiunta la capitale, prende servizio in una banca ed è assegnato al settore che si occupa di speculazioni. Non riesce a capire la città e nei giorni liberi si dedica a gite sul mare. Per le vacanze, accetta di andare con un collega a Napoli, ma neppure questo viaggio spegne in lui l'irrequietezza e l'insoddisfazione. A Roma si concede avventure e ha una relazione stabile con una giovane di nome Fiorenza, ma per lui il prototipo di signorilità è sempre la Cancellieri, segno inequivocabile che ha ancora dentro Urbino e le sue fascinazioni.
Allora, nell'autunno, torna ad Urbino, dove si abbandona a colossali discussioni e bevute. Nel disordine che ne deriva, l'amico Ettore gli manifesta un affetto fedele e ammirato, mentre un tal Venanzi gli rinfaccia ciò che Corsalini padre pensava del figliolo, e non essendo in questo pensiero nulla di buono, Guido viene alle mani e rischia di ammazzare il Venanzi. La rissa si conclude nel modo più pacifico, ma finalmente Guido ha capito che per anni e anni ha vissuto sulla spinta della sua bellezza e della sua singolarità di carattere, senza però che questo corrispondesse a una superiorità fattuale e incontestabile; in pratica è arrivato alla sua età recitando. Ora, l'addio alla città, luogo del suo amore e del suo odio, è divenuto reale e urgente. Convinto che diverrà ricco e che parteciperà della ricchezza anche la terra che lo ha nutrito, raggiunge Roma e vi si immerge con spirito nuovo.

## Edizioni
- Paolo Volponi, La strada per Roma, Einaudi, Torino 1991
- Paolo Volponi, Le mosche del capitale; La strada per Roma; Prose minori 1983-1994, (in Romanzi e prose, a cura di Emanuele Zinato), G. Einaudi, Torino 2003
- Paolo Volponi, La strada per Roma, prefazione di Massimo Raffaeli, UTET, Torino 2006